# Autochloris jansonis
Autochloris jansonis är en fjärilsart som beskrevs av Butler 1872. Autochloris jansonis ingår i släktet Autochloris och familjen björnspinnare. Inga underarter finns listade i Catalogue of Life.